# 橋

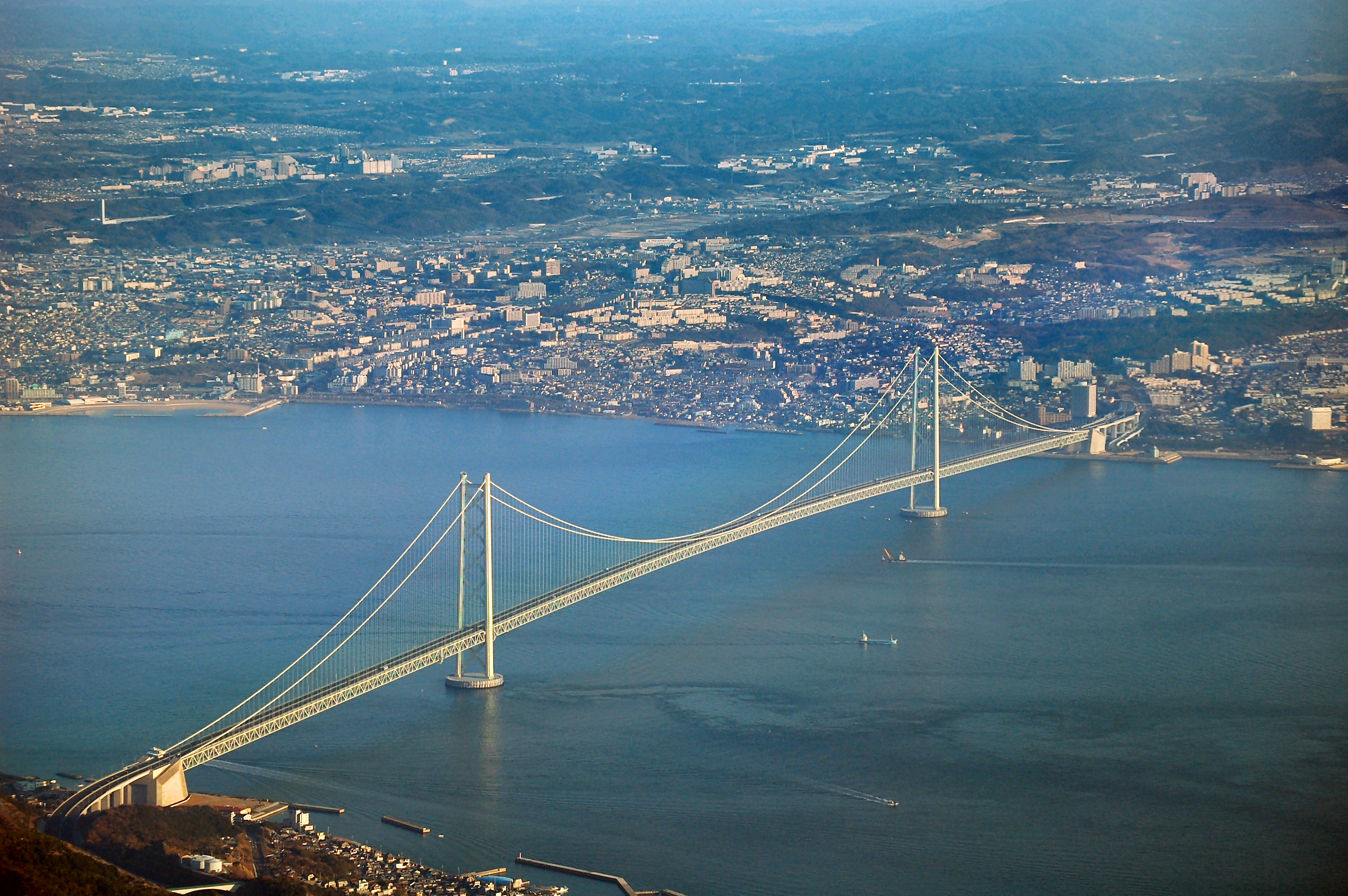
日本明石海峡大桥

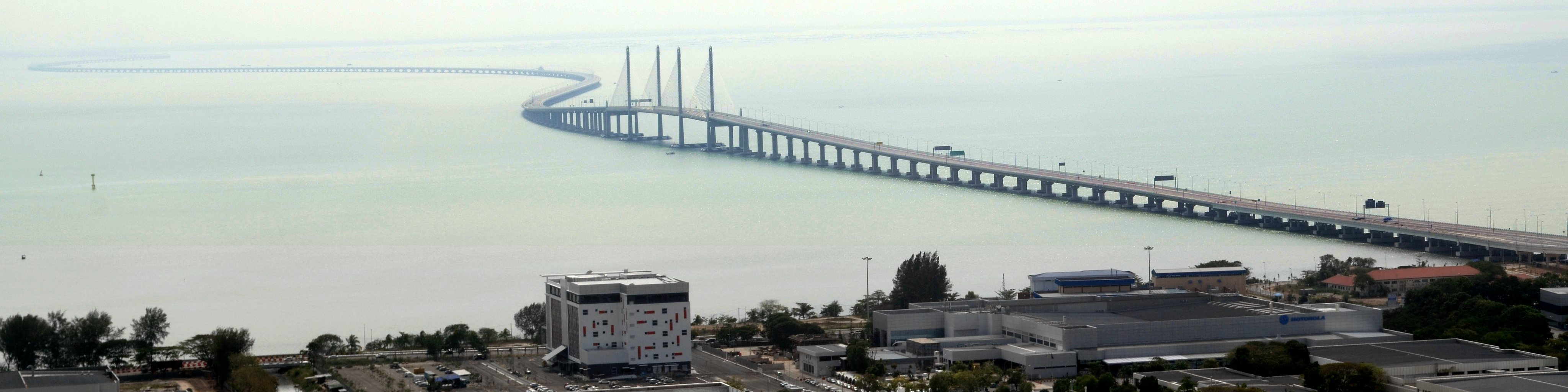
马来西亚槟城第二大桥，东南亚最长的跨海大桥

橋或橋梁是跨越峽谷、山谷、道路、鐵路、河流、其他水域、或其他障礙而建造的結構，是一種由水面或地面突出來的高架，用來連着橋頭橋尾兩邊路。橋的目的是允許人、車輛、火車或船舶穿過障礙。橋可以打橫搭着谷河或者海峽兩邊，又或者起在地上升高，檻過下面的河或者路，讓下面交通暢通無阻。
“橋”源於“喬”，即“喬木”，泛指高大的樹，因為夠高大，砍下來就夠長放在河面，可以連着兩邊岸，即獨木橋。啟閉式橋梁給大船通過的空間。
桥是一种用来跨越障碍的大型建造物。确切的说是用来将交通路线（如道路、铁路、水道等）或者其他设施（如管道、电缆等）跨越天然障碍（例：河流、海峡、峡谷、沼澤以及其他不適合行運路段）或人工障碍（公路、铁路、園區）的構造物。

## 历史

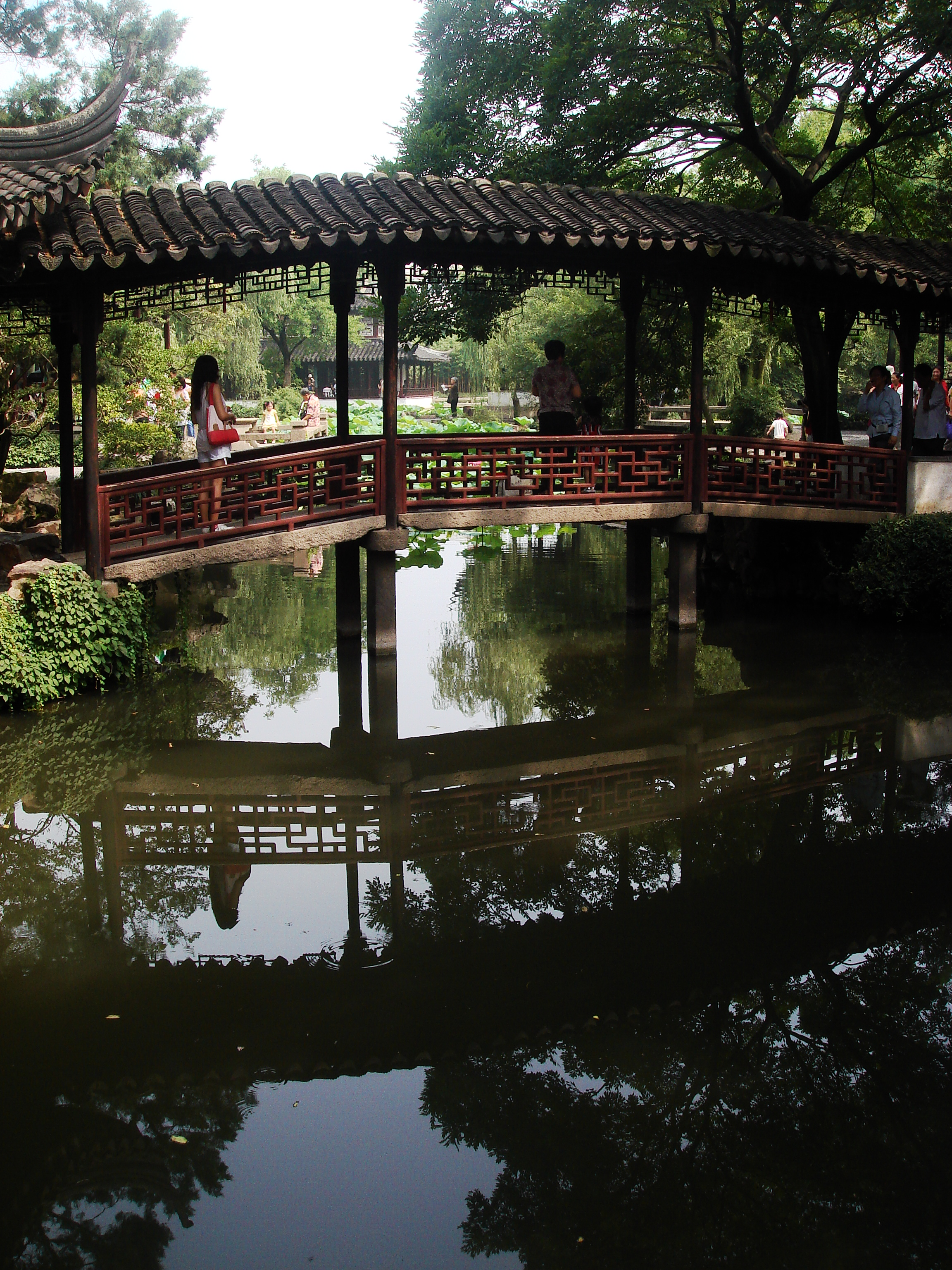
園林裝飾性質的小飛虹
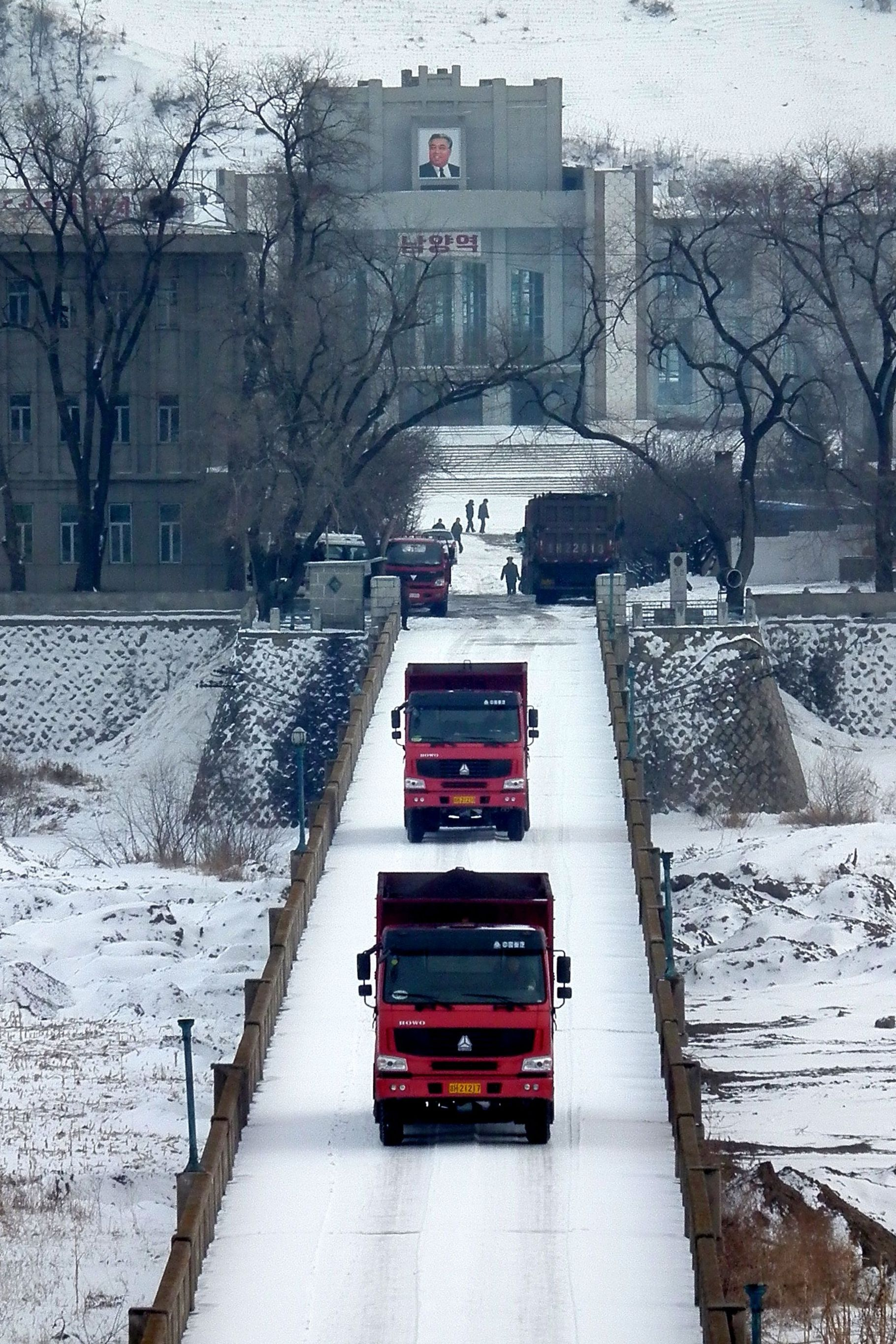
中朝邊界橋，有創造狹窄通道的軍事價值
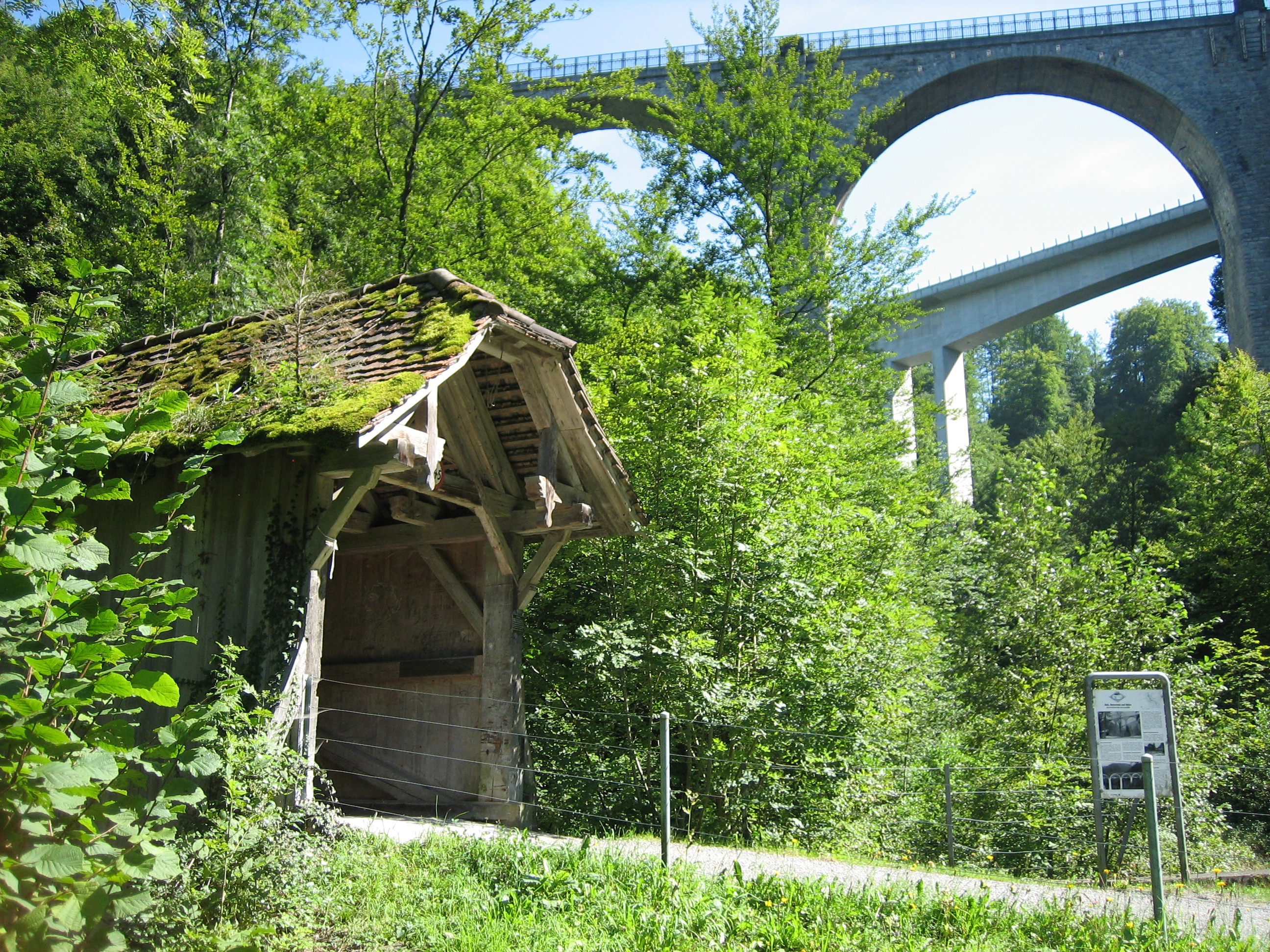
瑞士某峡谷Lorzentobel桥（德语：Lorzentobelbrücke）由三座桥组成，代表桥梁历史三个经典桥型。左为木桥，背景为另两座现代桥
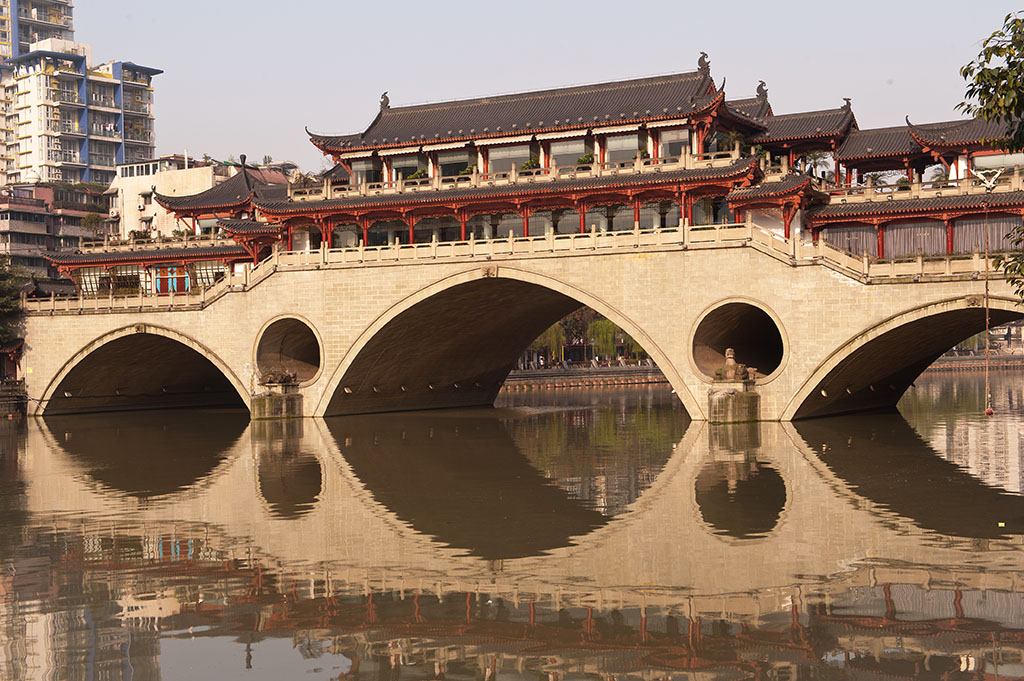
安順廊橋
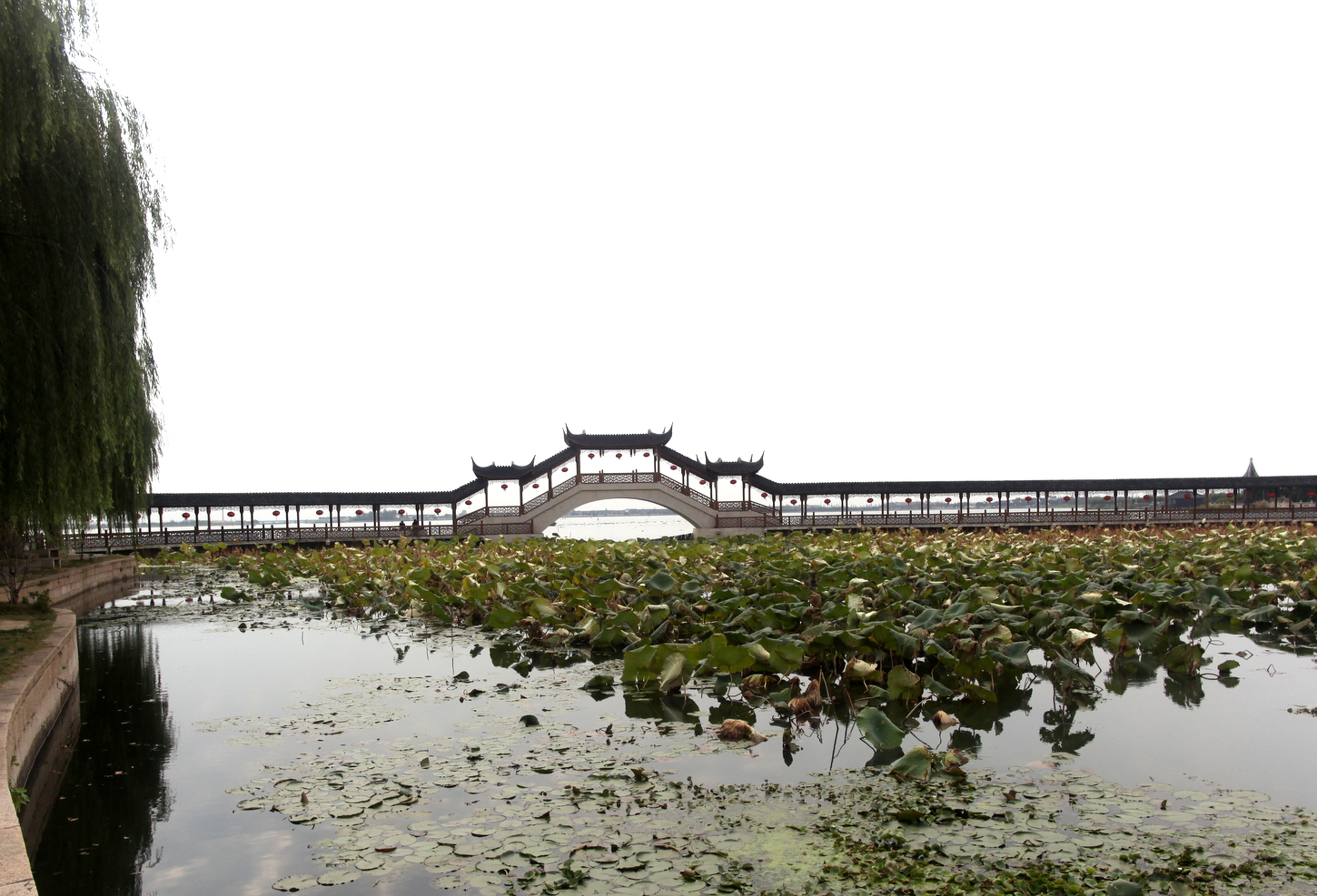
杭州貼水式桥
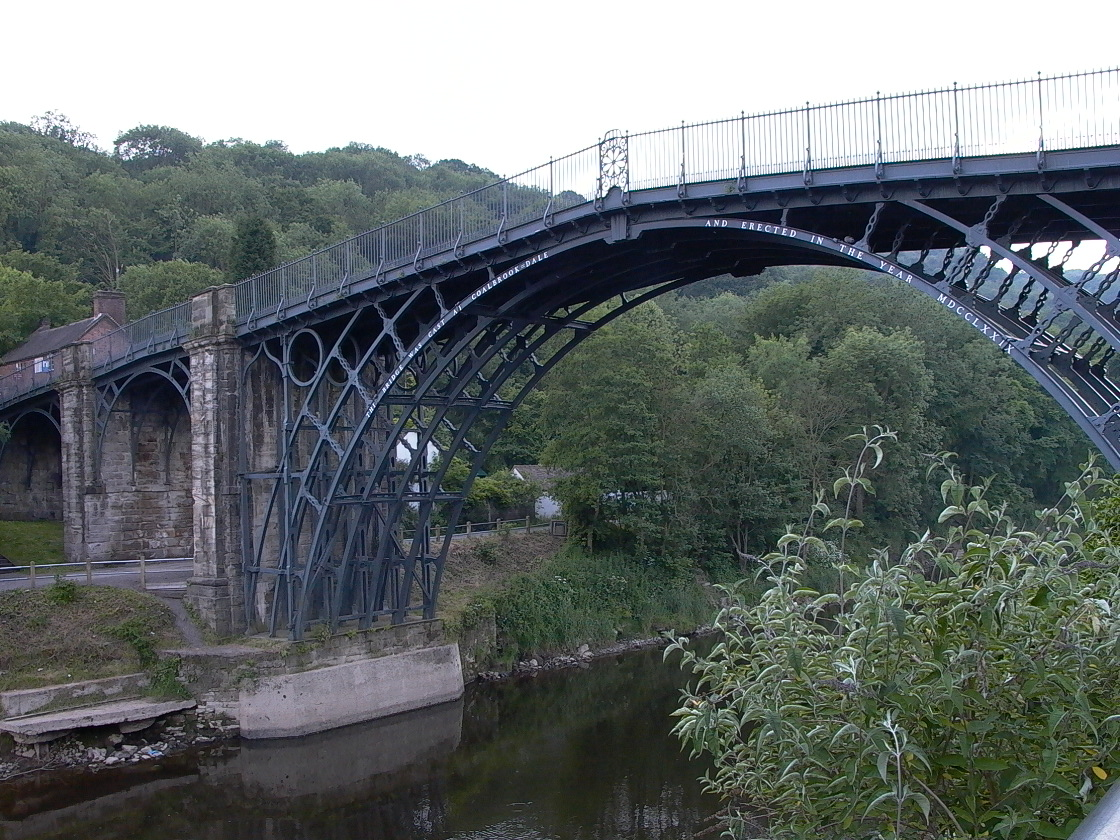
世界上第一座铸铁桥，位于英国的鐵橋，跨越塞文河
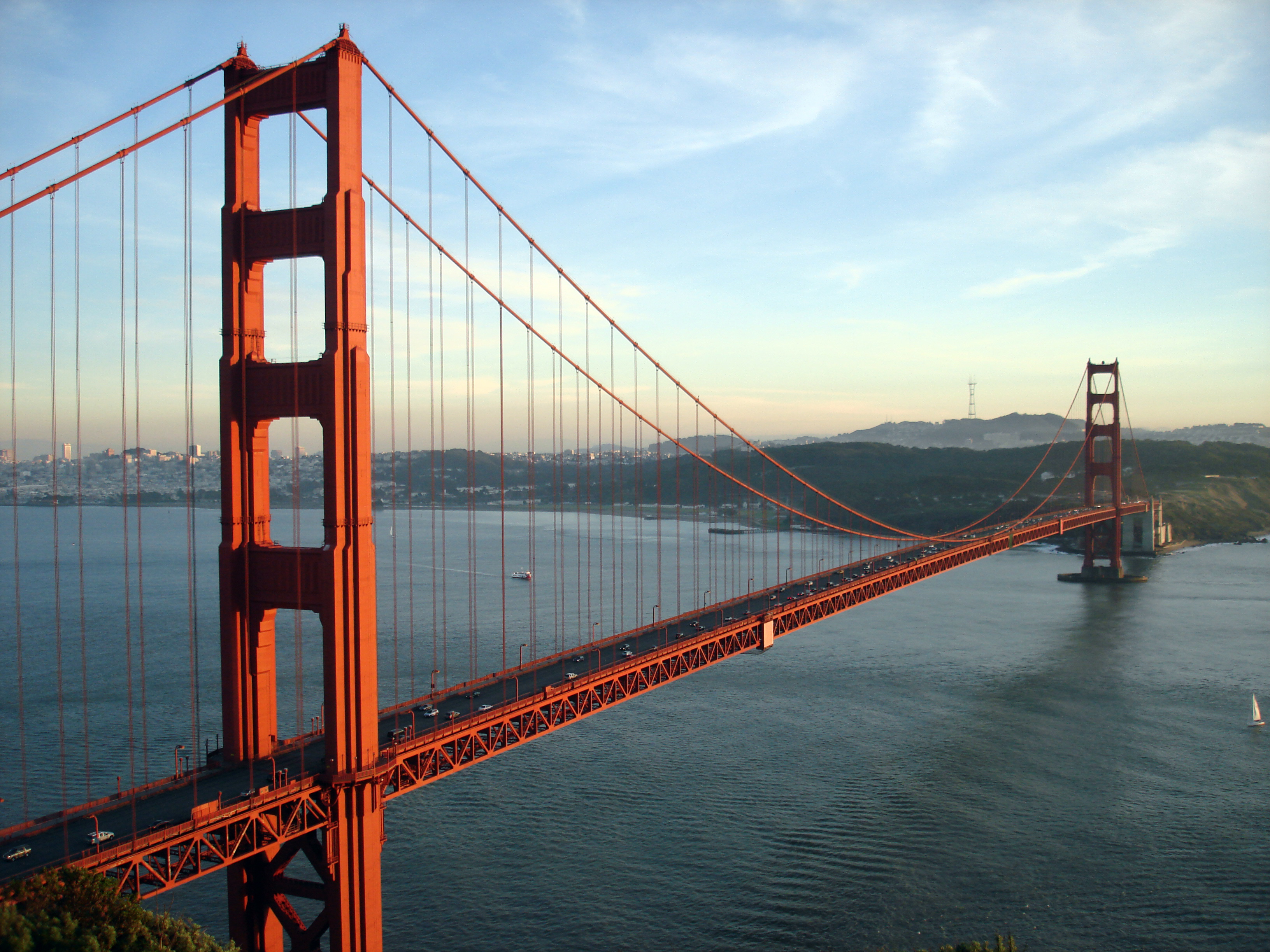
橋時常是一個地標，如圖金門大橋
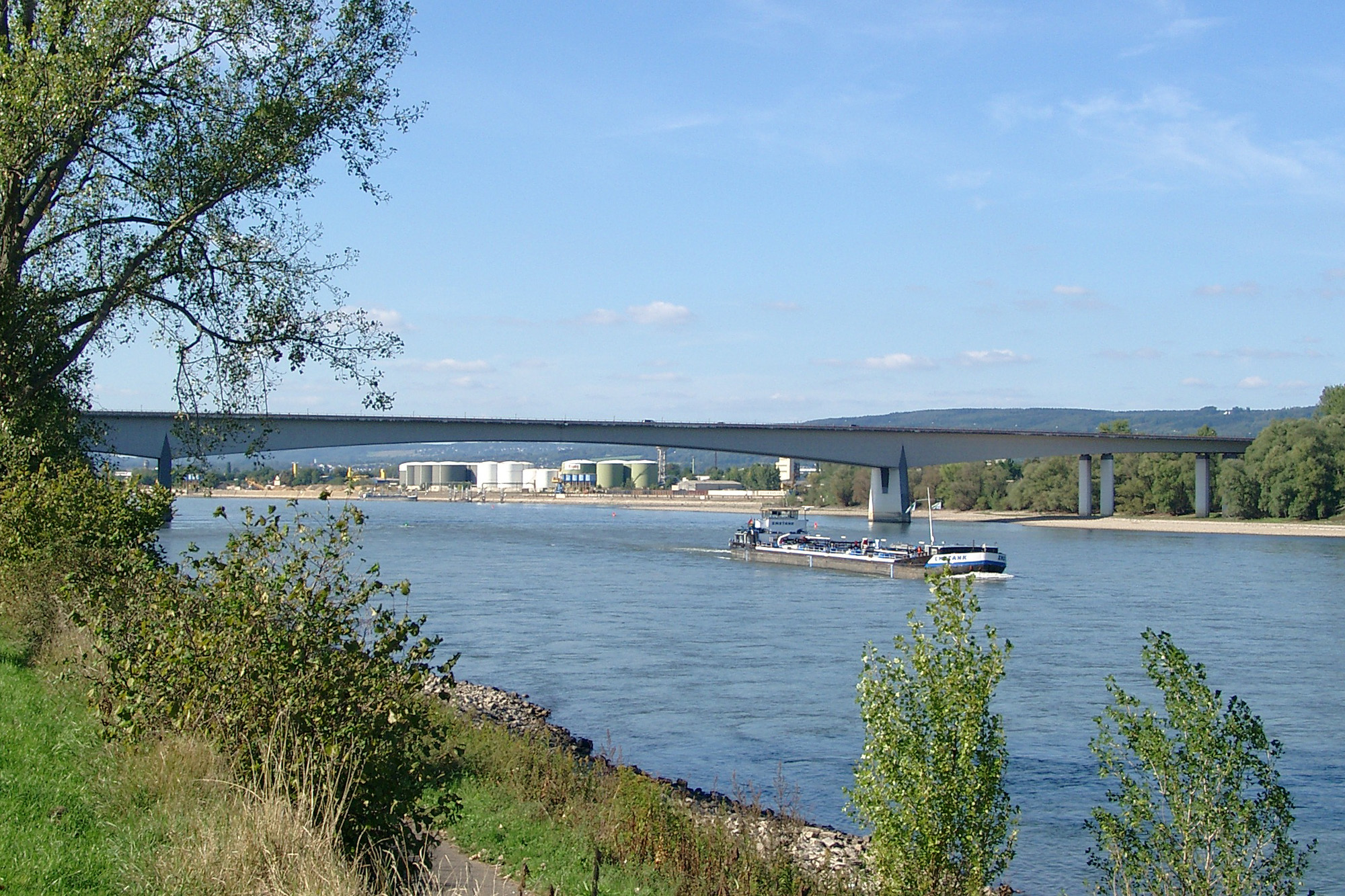
德国本多夫的莱茵大桥（德语：Rheinbrücke Bendorf）跨径208米
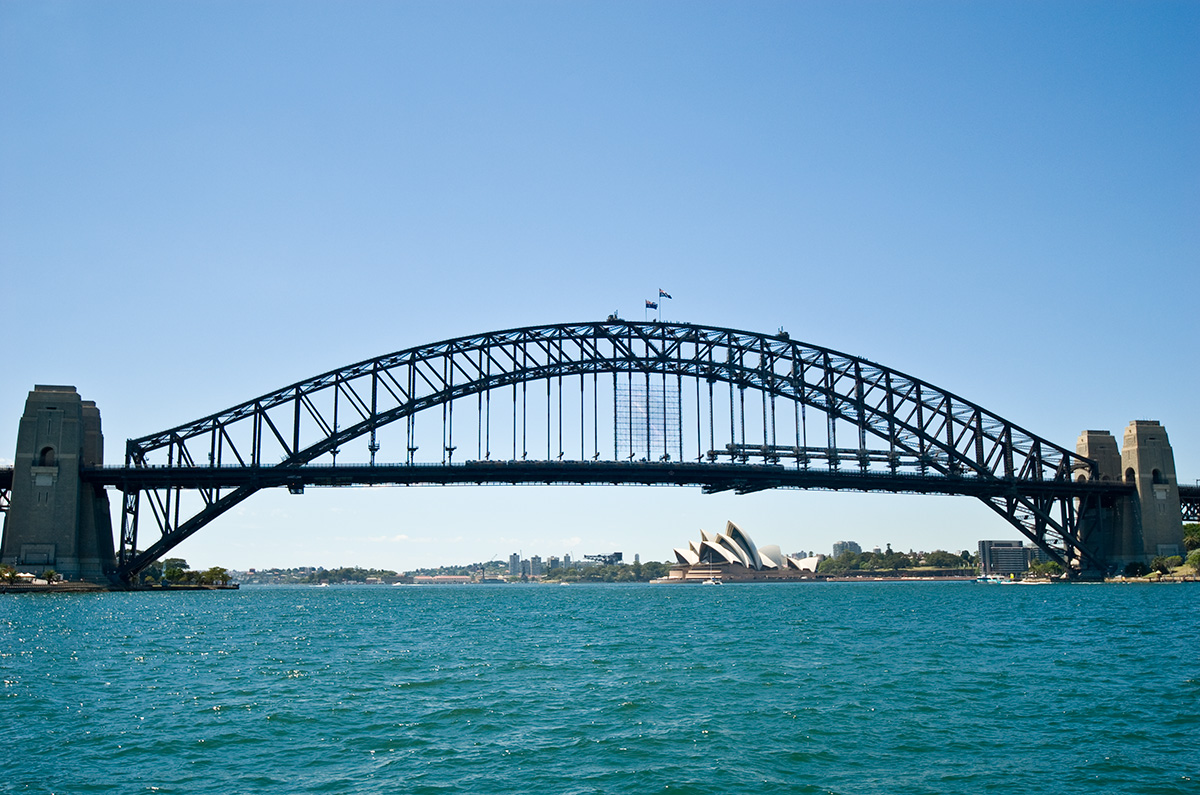
悉尼港灣大橋
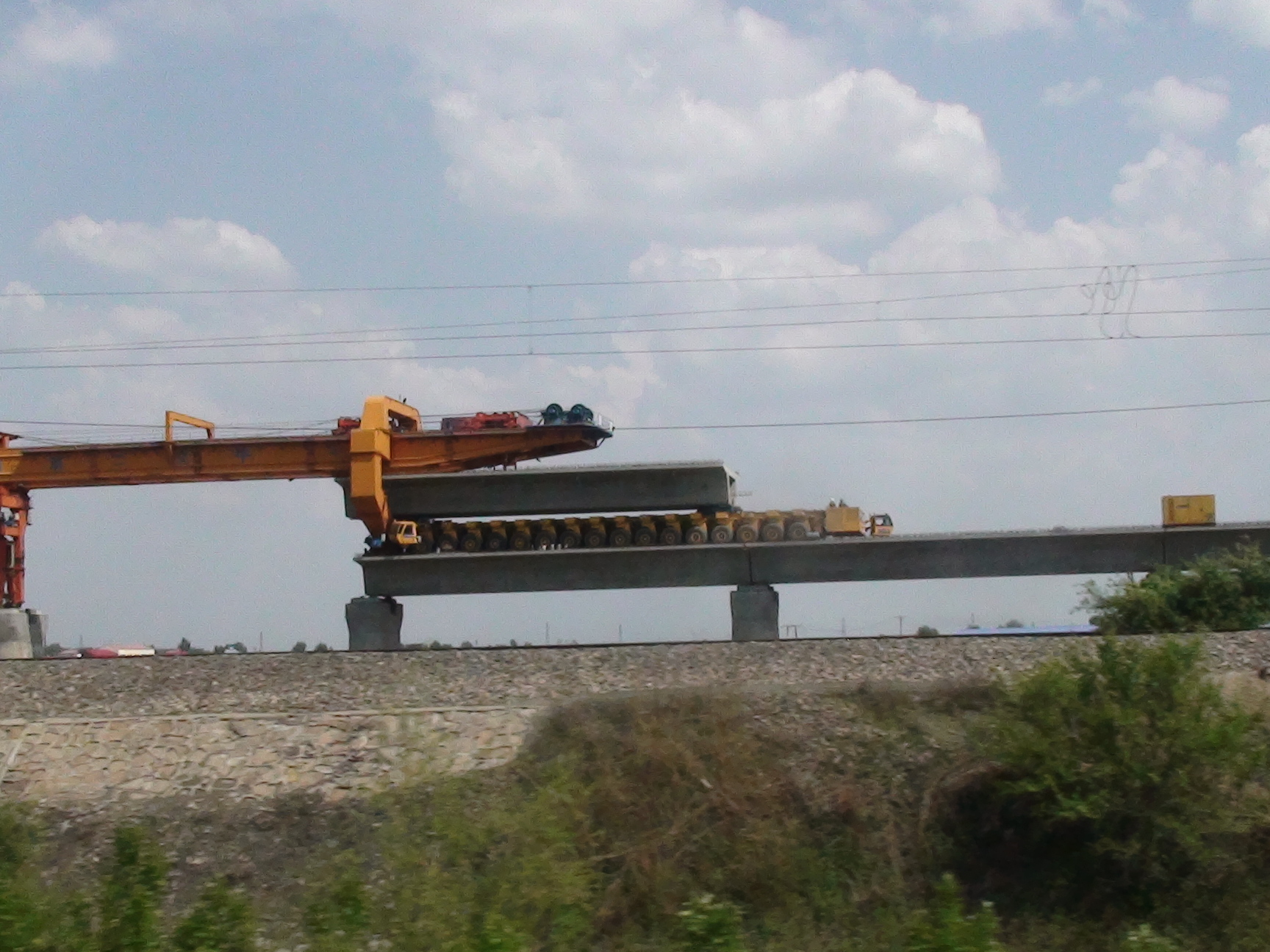
哈大高铁的陸橋工法

直到公元19世纪，石头和木材一直是最重要的桥梁建筑材料。公元前6世纪巴比伦人用柏木和松木建造桥梁。罗马人开始用石头和混凝土建造拱桥。工业化开始后，1779年，世界上第一座铁桥Ironbridge出现在英国。这是一座由工程师Abraham Darby III用新材料—铸铁——修筑的主跨30米的拱桥。随着桥梁建筑材料的进一步发展，锻铁这种具有更高抗拉强度的材料开始使用，使长距离的铁索吊桥成为可能。一个具有代表性的例子是威尔士的Menai桥，全长521米，主跨177米，由Thomas Telford在1818年至1826年间建造。1860年由罗伯特·史蒂芬逊在威尔士建造的桁架梁桥不列颠大桥，跨径146米。现代混凝土从1860年开始运用在桥梁工程中。由Joseph Monier建造的第一座钢筋混凝土梁桥出现在一个农庄，并且只是跨过一条小河。大跨径钢筋混凝土梁桥从20世纪起才开始建造，例如1930年建造的90米跨径的薩爾基那山谷橋。第二次世界大战之后发展起来的预应力混凝土技术终于使纤细预应力梁桥成为可能。1965年在87本多夫修建的跨径208米的莱茵河大桥，在世界范围内拉开了修建大跨径梁桥的序幕。直到今天这种大跨径梁桥依然活跃在世界桥梁工程当中。随着预应力混凝土桥梁同时发展起来的还有钢结构形式和斜拉桥。世界上第一座此形式的大型的桥梁于1957年出现在德国的杜塞尔多夫，总长914米，跨径260米。

## 橋的舉例
- 阿卡迪亞橋（英语：Arkadiko Bridge），現存最早的石拱橋。
- 安济桥又名「赵州桥」，是目前世界最古老的现存完好的大跨度单孔敞肩坦弧石拱桥。
- 明石海峽大橋是单跨最長的高速公路悬索桥，跨越明石海峽連接日本的本州和四國。
- 中沙大橋是台灣的中山高速公路跨越濁水溪連接彰化縣及雲林縣的橋，長2345公尺。這裡的中沙取名自當時中華民國及沙烏地阿拉伯的工程合作。
- 澎湖跨海大橋是台灣的跨海大橋，長度是2494公尺，連接澎湖縣白沙鄉及西嶼鄉。
- 基隆的和平橋是台灣的第一座跨海大橋，和平橋建於1934年，全長約75公尺，連接台灣本島與台灣基隆市的和平島。
- 南京长江大桥在中国江苏省南京市西北部，跨越长江。桥有双层，上层是公路，有人行道；下层是京沪铁路。
- 香港的青馬大橋是全球最長的公路鐵路兩用悬索桥，連接青衣北部至馬灣和大嶼山。
- 里斯本華士古達伽馬大橋是現時葡萄牙以至歐洲最長的橋樑，但长度远不及亚洲兴建的大量公路/铁路桥。
- 舊金山金門大橋是美國太平洋濱海公路沿線的著名橋梁，在舊金山市北方。因為太多跳橋自殺事件，所以管理當局決定在夜間關閉人行道，但腳踏車（自行车）仍能在夜間過橋。
- 杭州湾跨海大桥北起中国浙江省嘉兴市海盐郑家埭，南至宁波市慈溪水路湾，全长36公里。
- 西堠门大桥主桥为两跨连续钢箱梁悬索桥，主跨1650米，是世界上跨径最大的钢箱梁悬索桥、世界上首座分体式钢箱梁悬索桥，也是跨径世界第二、中国第一的悬索桥。
- 永乐桥主体为一座高110米的摩天轮天津之眼，位于中国天津。
- 四渡河特大桥位于湖北省宜昌市与恩施州交界处，桥面与峡谷谷底的高差达496米，为世界第一高桥。

## 橋的分类
桥可以被按照不同的分类方法进行分类。常见的分类方法是根据形式和构造、材料以及功能等。

### 按结构受力特点分类
结构工程上的受力构件主要分为拉、压、弯三种受力方式，分别对应三种基本的桥梁结构体系：悬吊式、拱式、梁式，即悬索桥、拱式桥、梁式桥。
其他桥梁结构形式体系由以上三种基本结构体系组合而成，统称为组合桥，又主要分为刚架桥（主要受力形式为弯、压）、斜拉橋（主要受力形式为拉、弯）、桁架桥（主要受力形式为拉、压）等各种形式。

#### 梁式桥
梁桥以受弯为主的主梁作为主要承重构件的桥梁。主梁可以是实腹梁或者是桁架梁（空腹梁）。实腹梁外形简单，制作、安装、维修都较方便，广泛用于中、小跨径桥梁。实腹梁在材料利用上不够经济。桁架梁中组成桁架的各杆件基本只承受轴向力，可以较好地利用杆件材料强度。桁架梁的构造复杂、制造费工，多用于较大跨径桥梁。桁架梁一般用钢材制作，偶用预应力混凝土或钢筋混凝土制作。用木材制作桁架梁耐久性差，现很少使用。实腹梁主要用钢筋混凝土、预应力混凝土制作，也可用钢材做成钢钣梁或钢箱梁。实腹梁桥的最早形式是用原木做成的木梁桥和用石材做成的石板桥。由于天然材料本身的尺寸、性能、资源等原因，木桥现在已基本不采用，石板桥也只用作小跨度人行桥。
代表橋梁：
- 钢桁梁桥：南京长江大桥、武汉长江大桥
- 简支梁桥：开封黄河大桥、普兰店海湾桥
- T型刚构桥：青铜峡黄河公路大桥、虎门大桥
- 悬臂梁桥
- 连续梁桥：厦门海峽大桥
- 连续刚构桥：黄石长江大桥、东明黄河大桥

#### 拱式桥

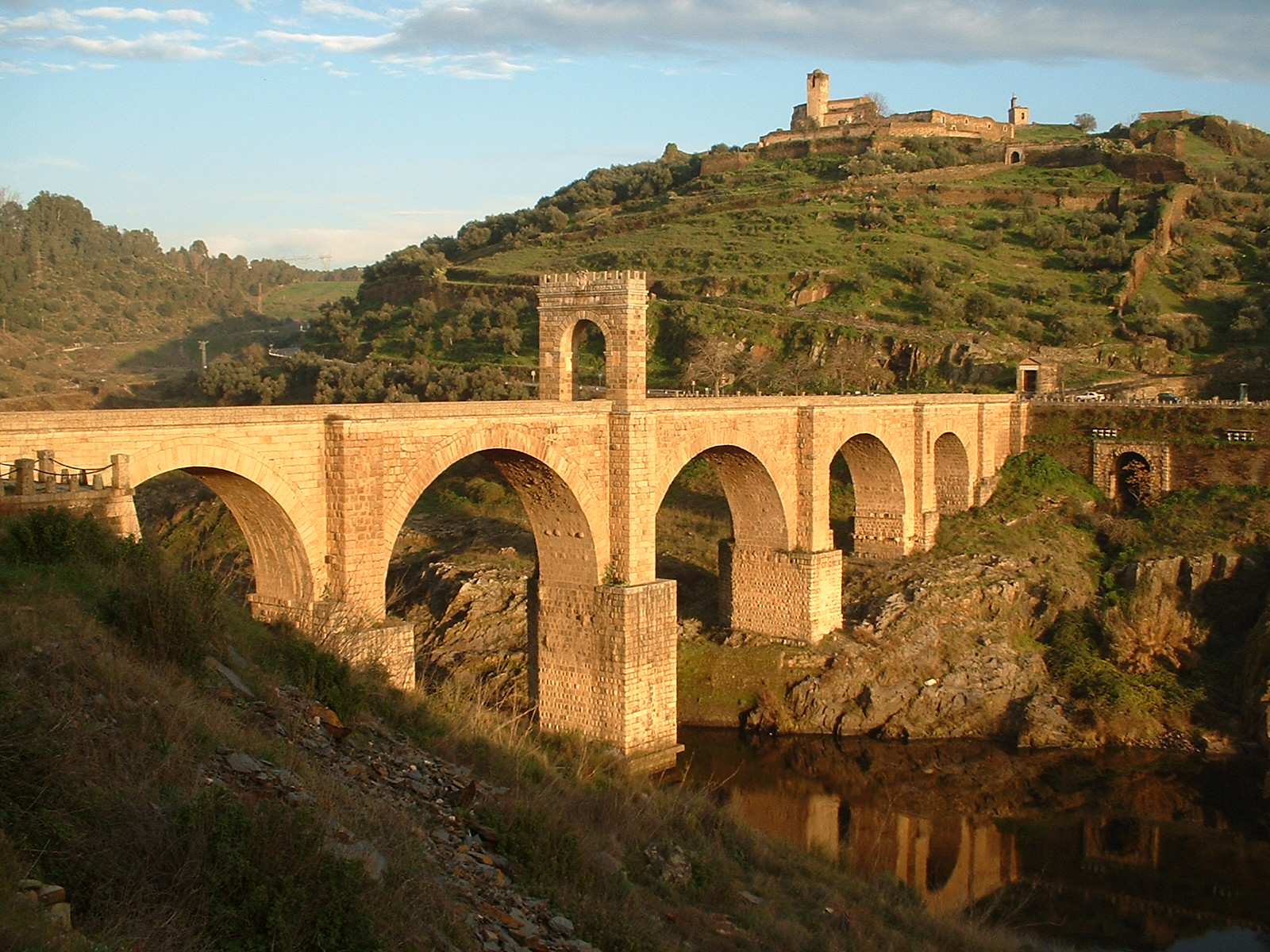
阿爾坎塔拉橋

以承受轴向压力为主的拱（称为主拱圈）作为主要承重构件的桥梁。
按照主拱圈的受静力形式，拱桥可分为三铰拱、两铰拱和无铰拱。拱的种类：三铰拱、两铰拱、无铰拱、带拉杆拱。带拉杆的拱：在屋架中，为消除水平推力对墙或柱的影响，在两桥梁支座间增加一拉杆，由拉杆来承担水平推力
铁路拱桥：在桥梁中为了降低桥面高度，可将桥面吊在拱上
按照主拱圈的构成形式，拱又可分为板拱、肋拱、双曲拱、箱形拱、桁架拱等。
- 板拱：拱圈横截面呈矩形实体截面，它横向整体性较好、拱圈截面高度小、构造简单，但抵抗弯矩能力较差，一般用于圬工拱桥。
- 肋拱：拱圈是由两条或多条拱肋组成，肋与肋之间用横系梁相联系，拱肋形状可以是矩形、工字形、箱形或圆管形，它的抗弯能力较板拱为优，用料较省，但制作较板拱复杂，多用于钢筋混凝土拱桥或钢拱桥。
- 双曲拱：60年代以后，在中国采用的一种拱式桥梁。它在横向除有拱肋外，还有由拱波、拱板等构成的小拱将整个拱圈联结成整体，它在施工时可以将拱肋、拱波预制，安装后再浇筑拱板，减轻吊装重量，并可以不用拱架，或只需用简单支架，为混凝土拱桥提供了一种新的结构形式和简便易行的施工方法。但需采取措施保证拱圈的整体性。
- 箱形拱：横截面可为整体多室箱形或分离箱形。混凝土或钢筋混凝土箱形拱也可采用无支架施工。它的整体性、横向稳定性和抗扭性能都较双曲拱的结构为好，但在中、小跨径时不如双曲拱简便和节省钢材。
- 桁架拱：拱圈由桁架构成，可做成桁肋拱或肩拱形式。桁架拱的材料用量较经济，但桁架的某些杆件将承受拉力，故主要用在钢拱桥或预应力混凝土拱桥中。

拱桥主拱圈沿桥跨方向的形状，可以做成横截面尺寸沿拱轴线不变的等截面拱，或者做成横截面尺寸由拱脚向拱顶逐渐变化的变截面拱。变截面拱能较好地适应拱圈内力的变化，用料较经济；等截面拱构造简单、施工方便，因而采用较普遍。
主拱圈的拱轴线形状，对拱圈截面的应力大小将产生直接影响。一般尽量使拱轴线与荷载作用下的拱圈压力线相吻合，以减小截面的弯矩值。当不计拱圈弹性压缩及其他因素的影响时，拱在均布荷载作用下的压力线为抛物线；在由拱顶向拱脚按拱轴线形状逐渐增大的分布荷载作用下，拱的压力线将为悬链线；而圆弧线线形最简单，利于施工。故这几种线形成为拱桥中常用的拱轴线形状。
拱还可按拱上建筑的形式不同而分为实腹式拱和空腹式拱。实腹式拱是将主拱圈以上至桥面间的空间全部用填料填实，一般用于小跨径的桥梁；空腹式拱则在主拱圈以上设有横桥向贯通的腹孔，一般用于中等以上跨径的桥梁。赵州桥是现存修建最早的空腹式拱桥。
在竖直荷载作用下，作为承重结构的拱肋主要承受压力。拱桥的支座则不但要承受竖直方向的力，还要承受水平方向的力。因此拱桥对基础与地基的要求比梁桥要高。拱桥又可分为上承式拱桥（桥面在拱肋的上方）、中承式拱桥（桥面一部分在拱肋上方，一部分在拱肋下方）与下承式拱桥（桥面在拱肋下方）。仅供人、畜行走的拱桥可以把桥面直接铺在拱肋上。而通行现代交通工具的拱桥，桥面必须保持一定的平直度，不能直接铺在曲线形的拱肋上，因此要通过立柱或吊杆将桥面间接支承在拱肋上。
　　
- 三铰拱是静定结构，其整体刚度较低，尤其是挠曲线在拱顶铰处产生折角，致使活载对桥梁的冲击增强，对行车不利。拱顶铰的构造和维护也较复杂。因此，三铰拱除有时用于拱上建筑的腹拱圈外，一般不用作主拱圈。
- 两铰拱取消了拱顶铰，构造较三铰拱简单，结构整体刚度较三铰拱为好，维护也较三铰拱容易，而支座沉降等产生的附加内力较无铰拱为小，因此在地基条件较差和不宜修建无铰拱的地方，可采用两铰拱桥。
- 无铰拱属三次超静定结构，虽然支座沉降等引起的附加内力较大，但在荷载作用下拱的内力分布比较均匀，且结构的刚度大，构造简单，施工方便，因此无铰拱是拱桥中，尤其是圬工拱桥和钢筋混凝土拱桥中普遍采用的形式。

拱的受力特点：在竖向荷载作用下产生水平推力。拱与梁的区别：看是否有水平推力。拱的内力特点：与简支梁相比拱的弯矩、剪力较小，轴力较大（压力），应力沿截面高度分布较均匀。节省材料，减轻自重，能跨越大跨度。宜采用砖、石、混凝土等材料。缺点：拱对基础或下部结构施加水平推力，增加了下部结构的材料用量，对地基要求高。
代表橋梁：
- 木拱桥：汴水虹桥、泰顺廊桥
- 圬工拱桥：赵州桥、卢沟桥
- 箱形拱桥：万州长江大桥
- 双曲拱桥
- 刚架拱桥
- 桁架拱桥：悉尼海港桥
- 肋拱桥：上海卢浦大桥
- 桁式组合拱桥
- 斜腿刚架及其他
- 下承式桥
桥面系设置在桥跨主要承重结构（桁架、拱肋、主梁等）下面的桥梁，称为下承式桥。下承式桥有开式和穿式两种，其桥面净空必须满足有关规定，一般在桥梁建筑高度受到严格控制时考虑。

#### 桁架桥
桁架橋的主體類似屋子裡的「桁」。「桁」原本是指屋頂下面托住椽子的橫木，這種結構是由短木梁發展成的堅固三角形連結組合而成，而後發展成鋼鐵結構，應用到橋梁構築時會再用一個架子支撐橋體，一般跨距較大的鋼橋，為了避免梁的深度太大而看起來笨重，多會採用桁架橋的設計方式，目前世界最長的桁架橋是由日本日立造船株式會社所建造的東京京門大橋。
這些鋼架組件一般均先會在預鑄工廠內先依交通運輸可容許的最大寬度與長度，分塊分節製作完成後，再運到工地現場組裝後，然後利用吊車將組裝後的鋼梁構材吊到橋墩或橋台上方，在早期構件的組合多半以鉚釘結合，後來為強化結構則改用高拉力螺栓或焊接來接合。

#### 斜拉桥

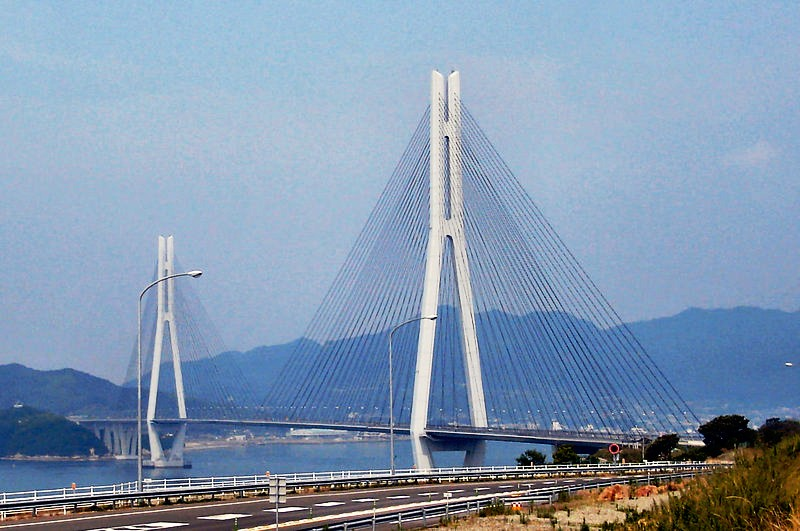
多多羅大橋

由主梁、钢缆索、索塔等部分组成；主梁承载桥面荷载，主要受弯；钢缆索斜向拉紧主梁，受拉；索塔固定钢缆索，主要受压。
斜拉桥的缆索张拉成直线形，整个结构为几何不变体，其刚度比悬索桥大。主梁同弹性支承上的连续梁的性能相似。斜拉桥的跨径一般在梁桥和悬索桥之间。
斜拉桥在构造上有单塔或双塔、单面布索或两面布索、密索或少索等形式，索的布置也有不同的放射形式，塔、梁、墩之间铰接或固接等也有多种类型。
斜拉桥的结构型式古已有之。但是由于斜拉索中所受的力很难计算和很难控制，所以一直没有得到发展和广泛应用。直到20世纪中叶，由于电子计算机的出现，解决了索力计算困难的问题，以及调整装置的完善，解决了索力的控制问题，使得斜拉桥成为近50年内发展最快，应用日广的一种桥型。
代表橋梁：
- 混凝土桥塔混凝土梁斜拉桥：武汉长江二桥，主跨400m
- 混凝土桥塔钢梁斜拉桥：南京长江二桥，主跨628m
- 组合梁斜拉桥：上海杨浦大桥、香港汀九桥、昂船洲大橋
- 钢斜拉桥：日本多多罗大桥、芜湖长江大桥、南京长江三桥、香港汲水門大橋
- 矮塔斜拉桥：开封黄河二桥、抚顺和平桥

#### 悬索桥（吊橋）

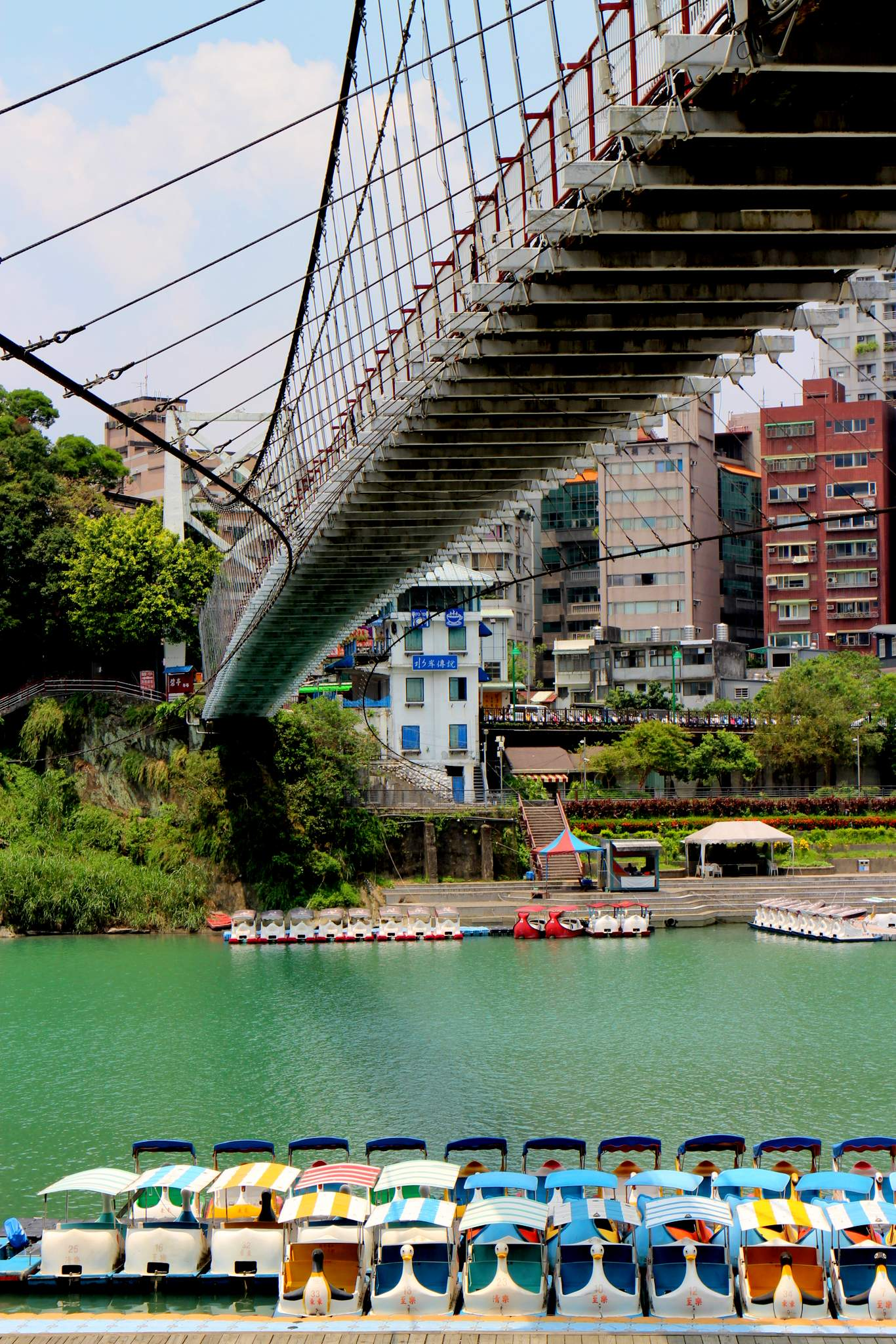
新店溪上的碧潭吊橋

是以承受拉力的缆索或链索作为主要承重构件的桥梁。悬索桥由悬索、索塔、锚碇、吊杆、桥面系等部分组成。悬索桥的主要承重构件是悬索，它主要承受拉力，一般用抗拉强度高的钢材（钢丝、钢绞线、钢缆等）制作。由于悬索桥可以充分利用材料的强度，并具有用料省、自重轻的特点，因此悬索桥在各种体系桥梁中的跨越能力最大，跨径可以达到1900米以上。悬索桥的主要缺点是刚度小，在荷载作用下容易产生较大的挠度和振动，需注意采取相应的措施。
按照桥面系的刚度大小，悬索桥可分为柔性悬索桥和刚性悬索桥。柔性悬索桥的桥面系一般不设加劲梁，因而刚度较小，在车辆荷载作用下，桥面将随悬索形状的改变而产生S形的变形，对行车不利，但它的构造简单，一般用作临时性桥梁。刚性悬索桥的桥面用加劲梁加强，刚度较大。加劲梁能同桥梁整体结构承受竖向荷载。除以上形式外，为增强悬索桥刚度，还可采用双链式悬索桥和斜吊杆式悬索桥等形式，但构造较复杂。
桥面支承在悬索（通常称大揽）上的桥称为悬索桥。英文为Suspension Bridge，是"悬挂的桥梁"之意，故也有译作"吊桥"的。"吊桥"的悬挂系统大部分情况下用"索"做成，故译作"悬索桥"，但个别情况下，"索"也有用刚性杆或键杆做成的，故译作"悬索桥"不能涵盖这一类用桥。和拱肋相反，悬索的截面只承受拉力。简陋的只供人、畜行走用的悬索桥常把桥面直接铺在悬索上。通行现代交通工具的悬索桥则不行，为了保持桥面具有一定的平直度，是将桥面用吊索挂在悬索上。和拱桥不同的是，作为承重结构的拱肋是刚性的，而作为承重结构的悬索则是柔性的。为了避免在车辆驶过时，桥面随着悬索一起变形，现代悬索桥一般均设有刚性梁（又称加劲梁）。桥面铺在刚性梁上，刚性梁吊在悬索上。现代悬索桥的悬索一般均支承在两个塔柱上。塔顶设有支承悬索的鞍形支座。承受很大拉力的悬索的端部通过锚碇固定在地基中，个别也有固定在刚性梁的端部者，称为自锚式悬索桥。此外还有索桥（不是悬索桥）、开启桥、浮桥、漫水桥等。
代表橋梁：
- 金门大桥，世界上第一座跨距超过千米的悬索桥
- 润扬长江大桥
- 江阴长江大桥
- 廣州虎门大桥
- 香港青馬大橋
- 中国贵州铁丝桥;铁丝桥是在中国贵州山区河谷上的一种由大型的铁索和木板所构成的一种简单的索桥，所以被当地人们叫为铁丝桥，人走上去摇晃得很厉害不易站稳。
- 日本明石大橋，全長3911米，橋墩跨距1991米，橋身總長和橋墩跨距兩項都是世界第一，此吊橋世界新紀錄從1998年4月5日橋梁正式開通維持至今

#### 上承式懸帶橋
橋的一部門由端錨梁、一連T梁、蓋梁排架、主索懸帶組成。主索懸帶是主要的受力不見，橋面梁板結構可以起到平衡懸帶拉力的作用。與其他同樣跨徑的橋型比起來，這種橋型的橋用料更少，結構更輕，而且施工起來越發利便。
代表橋梁：
- 淘金大橋
- 里奧-科羅拉多大橋

### 按建筑材料分类
按建筑材料分类可分为木桥、索桥、圬工桥、钢桥、钢筋混凝土桥、预应力混凝土桥、混合桥、复合材料桥等。

随着材料科学的发展，尤其是复合材料性能的不断进步，越来越多的桥梁开始应用复合材料制造核心部件。日本与美国将FRP材料制造的钢筋或预应力索应用在钢筋混凝土桥中；而世界各国军队都将复合材料用在舟桥车上，以便可以快速架设大跨度浮桥；对于一些拥有较长历史的桥梁，出于保护目的，一般会在不改变桥梁结构的基础上对桥面进行翻修、加固甚至拓宽，这种情况下通常也会采用复合材料，例如瑞士在翻新沃州阿旺河上已有100年历史的道路桥时，采用了思瑞安COLEVO桥架板，使得桥梁在具有较好的承载能力的同时，具有较低的密度，降低了桥梁的质量。常用于桥梁的复合材料有FRP（纤维增强复合塑料），CFRP（碳纤维增强复合材料），GFRP（玻璃纤维增强塑料），此外，作为夹层结构材料的芯材常采用BALTEK（巴沙轻木）、PET泡沫（AIREX）等等。

### 按桥梁跨径分类
按照2014年的公路工程技术标准（JTG B01-2014）第六章：桥涵分类规定
- 特大桥：多孔跨径总长L>1000m或单孔跨径Lk>150m。
- 大桥：多孔跨径总长100m≤L≤1000m或单孔跨径40m≤Lk≤150m。
- 中桥：多孔跨径总长30m＜L＜100m或单孔跨径20m≤Lk＜40m。
- 小桥：多孔跨径总长8m≤L≤30m或单孔跨径5m≤Lk＜20m。
- 涵洞：单孔跨径Lk＜5m

### 按桥面位置分类
- 上承式：桥面布置在桥跨结构上面
- 下承式：桥面布置在桥跨结构下面
- 中承式：桥面布置在桥跨结构中间

### 按使用功能分类
按使用功能可分为公路桥、人行桥、铁路桥、运河桥等。

### 按使用年限分类
分为临时性桥、永久性桥和半永久性桥。

## 桥梁主要构件
|  |  |  |

这里用公路桥的各部分构件举例。并不是所有的桥都有这些全部构件，而有些桥还会增加一些附加构件。也不是每一个公路桥都拥有全部这些构件，而是根据设计要求选择使用。

### 上部结构

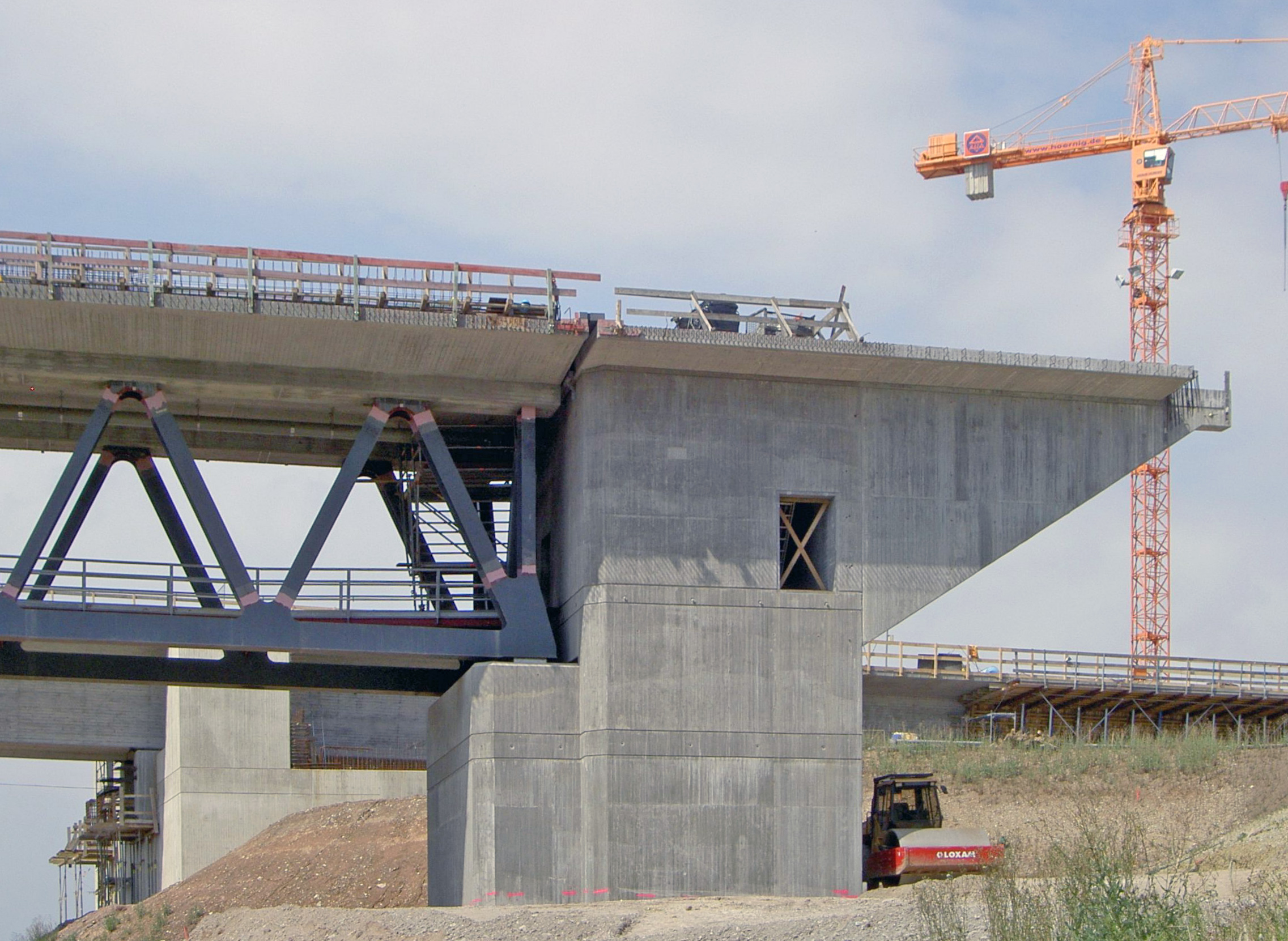
一座钢桥的桥台施工

桥梁的上部结构主要由行车道板、主承重结构、可能包含支架、横梁的组成。上部结构将桥梁荷载传给下部结构。

### 下部结构
桥的下部结构主要指桥台和桥墩。下部结构承受上部结构和车辆荷载，并将其传给墩台基础。
- 桥台：桥台通常位于桥的终端，将路堤上的道路同桥梁行车道连接起来。他们将桥台上部荷载传给基础并承受桥台背面的土压力。
- 桥墩：桥墩用来减小上部结构在两个桥台之间的跨径，并能减小上部结构的高度。他们将相应跨径内的上部结构自重和车辆荷载传到基础。他们主要由柱和支座组成。在斜拉桥和悬索桥上，“桥墩”主要通过拉杆或拉索扮演。这时它称为“塔”。

### 基础
桥梁的基础位于桥台和桥墩之下，它承受整个桥的全部荷载并将其传导到地基土石。基础可分为深基础和浅基础。

### 支座
支座是位于上部结构和下部结构中间的接触点。

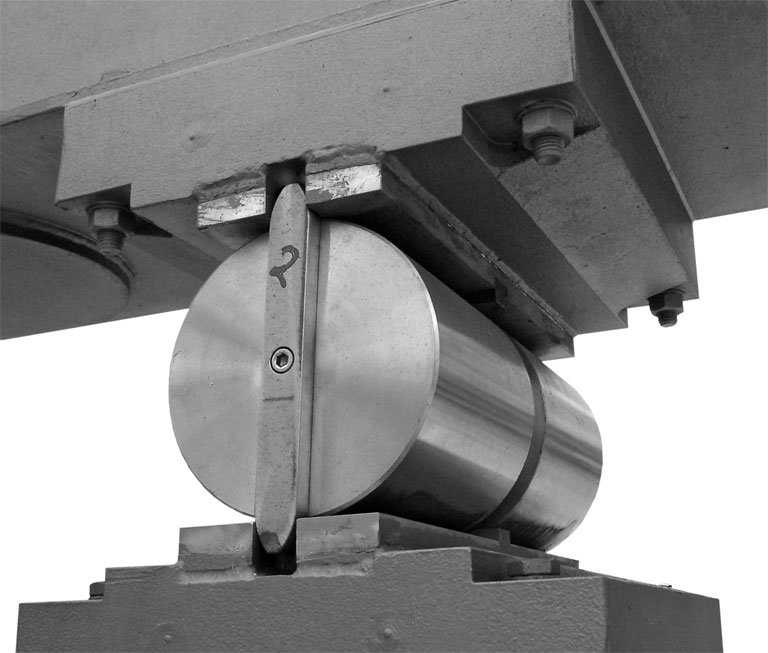
滚动支座

按照设计要求，梁在受温度变化影响和各种外力荷载影响下，必须具有一定范围内的位移和形变的能力，所以在支座处必须为梁的角位移和线位移，也就是翻转和移动提供可能性。
金属支座：金属支座可以作为滑动支座或滚动支座。由于过去金属支座容易損壞，现在在德国已经不再使用。滚动支座由钢桶和钢板构成。他们可以平衡较大的桥梁位移。

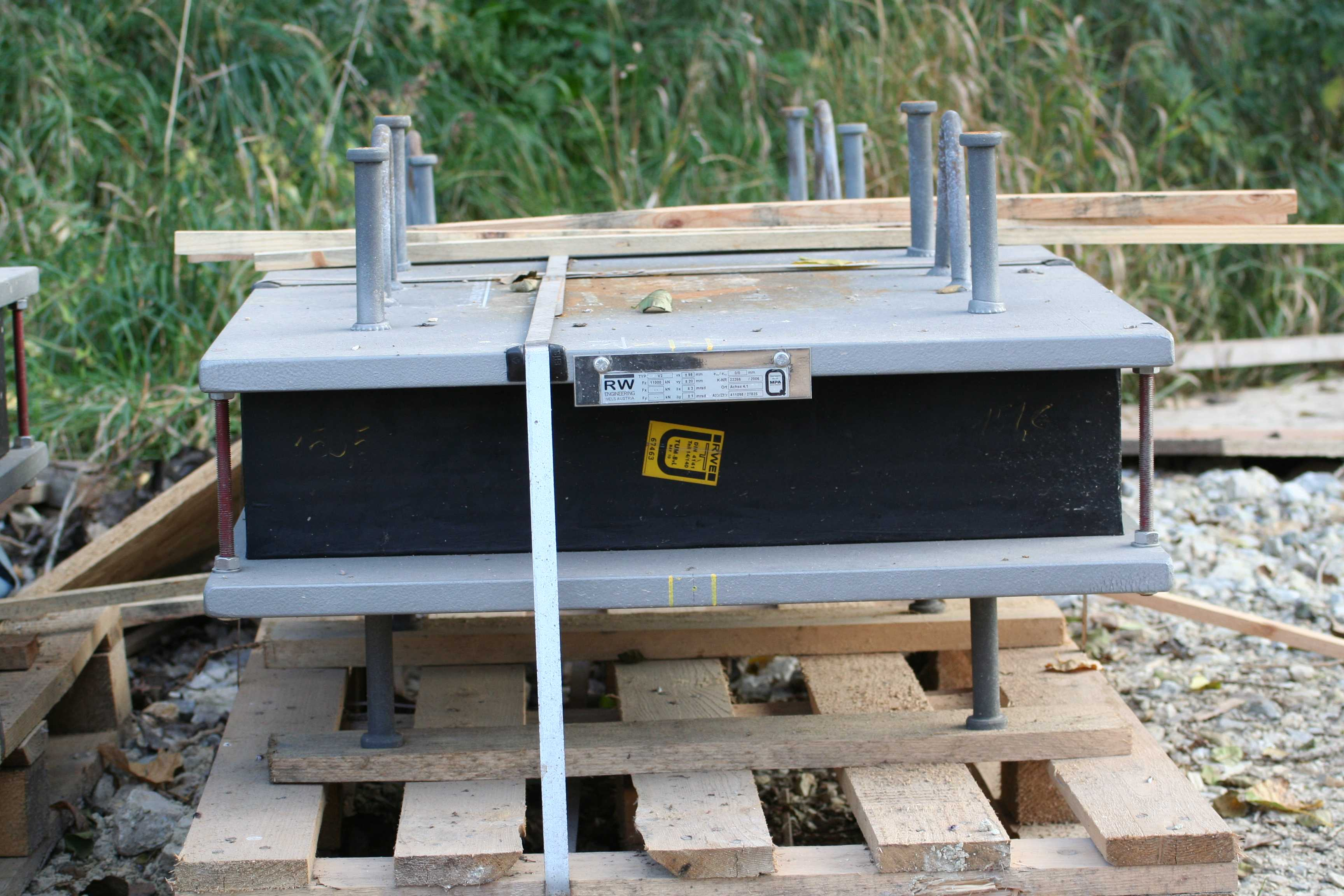
橡胶支座

橡胶支座：橡胶支座是一种通过橡胶变形来承受外力的支座。它由具有弹性的不易老化的合成塑料和用来加固并增加其抗压性的钢板组成。它可以通过橡胶变形承受水平、竖直和翻转三个方向的外力并允许两个方向的位移。橡胶支座允许的位移比滚动支座要小。但是它几乎不需要看护，因为橡胶支座中的金属板不与空气和水汽直接接触，抗腐蚀性较好。当在需要较大位移处使用橡胶支座时，通常会附加防滑板。

### 边梁
边梁通常在行车道板铺装和密封工程结束后安装。这样可以掩盖一些上部结构的悬臂梁部分施工瑕疵。边梁可以通过结构钢筋或盘型锚栓与上部结构有力的联结在一起。在边梁上可以安装栏杆和减噪板。通常用泡沫混凝土生产边梁。要考虑其不透水性。边梁还可以用来保障交通安全。在城区内的桥梁的边梁经常被用来建设自行车道和人行道，此时要考虑其不透水性。同时处于安全考虑，防止行人被偏离路线的机动车伤害，变量上会加设15厘米高的路缘石。否则若只是保障行车安全，只需要将边梁在行车道板基础上加高7厘米，或者安装防撞板。

### 桥面铺装
现代桥梁的公路路面一般由密封层、保护层和面层三部分组成。
- 密封层：约2厘米厚的密封层通常由沥青密封带来铺装，有时还加设钢丝网来加固。它保护桥梁上部结构不受水、冻霜和融雪盐的侵害。这样的一个覆盖层也能防止位于其下面的桥梁上部结构的构造筋等破坏保护层。
- 保护层：保护层通常由4厘米厚的浇注沥青或碾压沥青来铺设。它保护密封层免受汽车荷载和天气作用的伤害。
- 面层：位于保护层之上，约4厘米厚，直接承受交通荷载的作用。通常用沥青混凝土建造。在一些例如位于风景区的小桥上也可能用木材做桥面铺装。一些古桥如罗马人的桥、中国赵州桥，直接用天然块石铺装桥面。
- 排水：桥面铺装应具有排水功能，以使上面的水尽可能迅速的排走。这不仅是出于交通安全的考虑，也是为了保护桥梁设施。

## 桥梁之最
- 世界最長橋梁：丹昆特大橋，位於中國江蘇，全長164.851公里，是京滬高速鐵路丹陽至崑山段特大鐵路橋，於2011年6月30日全線正式開通運營。
- 世界最長的跨海大橋：港珠澳大橋，連結中國的香港、澳門及珠海，全長55公里。大橋能抗16級颱風、8級地震，設計使用壽命長達120年。
- 世界上跨度最大的石拱桥：绥依纳松特桥，位於瑞典，跨度155m，1946年建成
- 世界上跨径最大的预应力混凝土斜拉桥：卢纳巴里奥斯桥位於西班牙，跨径440m，為双面辐射形密索布置
- 世界上跨距最大的悬索桥：1915恰纳卡莱大桥位於土耳其，全长4608m，中央跨度2023m，2022年建成

## 参阅
- 世界大橋列表

## 延伸阅读
[在维基数据编辑]
 《欽定古今圖書集成·經濟彙編·考工典·橋梁部》，出自陈梦雷《古今圖書集成》
 维基共享资源上的相關多媒體資源：橋